# Poliodule xanthodelta
Poliodule xanthodelta là một loài bướm đêm thuộc phân họ Arctiinae, họ Erebidae.